# (1908) Pobeda
(1908) Pobeda es un asteroide que forma parte del cinturón de asteroides y fue descubierto por Nikolái Stepánovich Chernyj el 11 de septiembre de 1972 desde el Observatorio Astrofísico de Crimea, Naúchni.

## Designación y nombre
Pobeda fue designado inicialmente como 1972 RL2.
Más adelante, se bautizó con la palabra rusa empleada para nombrar la victoria soviética en la Gran Guerra Patriótica (1941-1945).

## Características orbitales
Pobeda orbita a una distancia media de 2,891 ua del Sol, pudiendo alejarse hasta 2,99 ua. Su excentricidad es 0,03429 y la inclinación orbital 4,762°. Emplea en completar una órbita alrededor del Sol 1795 días.